# Шкала спостереження для діагностики аутизму
Шкала спостереження для діагностики аутизму (ADOS) є інструментом для діагностики та оцінки аутизму та загального (первазивного) розладу розвитку у досліджуваних різних вікових груп, рівнів розвитку та мовних навичок.
Протокол складається з ряду структурованих і частково структурованих задач, які включають соціальну взаємодію між екзаменатором і досліджуваним. Екзаменатор визначає та ідентифікує сегменти поведінки досліджуваного, після чого відносить їх до заздалегідь визначених категорій спостережень. Категорії спостережень згодом об'єднують з метою отримання кількісних оцінок аналізу. Дослідження детермінованих експериментом зрізів дозволяє визначити потенційний діагноз аутизму та пов'язані з ним розлади аутистичного спектру, що дає змогу надати стандартизовану оцінку симптомів.
До Шкали Спостереження для Діагностики Аутизму існує супутній інструмент — Інтерв'ю при Діагностиці Аутизму (ADI-R). Це структуроване інтерв'ю, яке проводиться з батьками згаданих осіб і охоплює повну історію розвитку досліджуваного.
ADOS не слід використовувати для встановлення формального діагнозу людям, які є сліпими, глухими, або іншим чином серйозно ослабленими сенсорними або руховими порушеннями, такими як церебральний параліч або м'язова дистрофія.

### Історія
Шкала Спостереження для Діагностики Аутизму була створена у 1989 році у співавторстві доктора філософії Кетрін Голд, доктора медичних наук Майкла Раттера, доктора філософії Памели ДіЛавор та доктора філософії Сьюзен Різі.

### Структура
Шкала Спостереження для Діагностики аутизму складається з чотирьох модулів. Однак кожному досліджуваному призначається лише один модуль, залежно від рівня розвитку, рівня експресивної мови та хронологічного віку. Модуль 1 застосовується до дітей, які не використовують фразову мову постійно; модуль 2 — до тих, хто застосовує фразову мову, проте не розмовляє вільно; модуль 3 — до дітей, що вільно розмовляють; модуль 4 — застосовується до підлітків та дорослих, що вільно розмовляють. ADOS не може застосовуватись лише для підлітків та дорослих, які не розмовляють.
Виконання завдань модулів 1 та 2 вимагає від досліджуваного рухатись кімнатою. Здатність рухатись виступає як мінімальна вимога до використання інструменту дослідження як такого. Деякі приклади завдань модулів 1 або 2 включають реакцію на ім'я, соціальну посмішку, вільну гру або гру з мильними бульбашками. Завдання модулів 3 та 4 можуть містити гру на загальну взаємодію, прояви емпатії або реакцію на чужі емоції. На виконання методики ADOS зазвичай надається від 30 до 45 хвилин. За цей час екзаменатор пропонує досліджуваному ряд завдань, спостереження за виконанням яких дозволяє виявити соціальні та комунікативні моделі поведінки, які стосуються діагностики аутизму.

### Перегляд
Перегляд, ADOS-2, був випущений в травні 2012 року та включає в себе поліпшені алгоритми для модулів 1 та 3, плюс новий Модуль T, що полегшує оцінку дітей у віці від 12 до 30 місяців.

### Навчання
В Україні компанія ОС Україна — офіційний розповсюджувач методик ADOS і ADI-R пропонує семінари, які розраховані на лікарів, психологів, корекційних педагогів. Основні цілі семінару: отримати і закріпити навички самостійного проведення дослідження; дізнатися про можливості використання ADOS для постановки і коригування діагнозу; розширити знання про інтерпретацію результатів обстеження; підвищити об'єктивність оцінок; отримати інформацію про місце ADOS серед інших інструментів, зміни в методиці.